# Vila Boim
Vila Boim ist ein Ort und eine ehemalige Gemeinde (Freguesia) im portugiesischen Kreis Elvas. Die Gemeinde hatte 1229 Einwohner (Stand 30. Juni 2011).
Am 29. September 2013 wurden die Gemeinden Vila Boim und Terrugem zur neuen Gemeinde União das Freguesias de Terrugem e Vila Boim zusammengeschlossen.